# Africa Cup 1B 2013
La Africa Cup 1B del 2013 se disputó en Senegal entre 4 equipos.
Se organizó como eliminatoria entre Botsuana, Namibia, Túnez y el equipo local, los 4 partidos se llevaron a cabo en el Stade Iba Mar Doip de Dakar.
Namibia se consagró campeón venciendo en semifinales a Senegal por 35 - 12 y en la final a Túnez por 45 - 13. De esta forma ascendió al torneo de primer nivel africano (Africa Cup 1A 2014)

## Equipos participantes
- Selección de rugby de Botsuana (The Vultures)
- Selección de rugby de Senegal (Lions de la Téranga)
- Selección de rugby de Túnez
- Selección de rugby de Namibia (Welwitschias)

## Play off
|  | Semifinales | Semifinales |       |         | Final        | Final        |  |
|  |             |             |       |         |              |              |  |
|  |             |             |       |         |              |              |  |
|  | Túnez       | 43          |       |         |              |              |  |
|  | Túnez       | 43          |       |         |              |              |  |
|  | Botsuana    | 12          |       |         |              |              |  |
|  | Botsuana    | 12          |       | Namibia | 45           |              |  |
|  |             |             |       | Namibia | 45           |              |  |
|  |             |             | Túnez | 13      |              |              |  |
|  | Senegal     | 12          | Túnez | 13      |              |              |  |
|  | Senegal     | 12          |       |         |              |              |  |
|  | Namibia     | 35          |       |         | Tercer lugar | Tercer lugar |  |
|  | Namibia     | 35          |       |         | Tercer lugar | Tercer lugar |  |
|  |             |             |       |         |              |              |  |
|  |             |             |       |         | Botsuana     | 5            |  |
|  |             |             |       |         | Botsuana     | 5            |  |
|  |             |             |       |         | Senegal      | 41           |  |
|  |             |             |       |         | Senegal      | 41           |  |
|  |             |             |       |         |              |              |  |

## Semifinales
| 11 de junio | Túnez | 43 - 12 | Botsuana |  |  |
|             |       | Reporte |          |  |  |

| 11 de junio | Senegal | 12 - 35 | Namibia |  |  |
|             |         | Reporte |         |  |  |

## Tercer puesto
| 15 de junio | Botsuana | 5 - 41  | Senegal |  |  |
|             |          | Reporte |         |  |  |

## Final
| 15 de junio | Namibia | 45 - 13 | Túnez |  |  |
|             |         | Reporte |       |  |  |

| Bandera de Namibia               |
| Campeón de Africa Cup 1B Namibia |
| Primer título                    |